# En la ciudad sin límites
En la ciudad sin límites es una película coproducción argentino-española dirigida por Antonio Hernández que se estrenó el 1 de marzo de 2002 en España y el 26 de junio de 2003 en Argentina.

## Argumento
Víctor (Leonardo Sbaraglia) viaja a París para visitar a su padre, Max (Fernando Fernán Gómez), que está muy enfermo en un hospital y esperando una operación. Descubre que quiere escaparse del hospital y que no se toma las medicinas porque cree que hay un complot en su contra y que tiene que avisar a un tal Rancel que está en peligro. Su comportamiento parece fruto de la demencia, pero aun así le ayuda a salir del hospital en busca de Rancel pero no encuentran la fuente donde su padre creía que estaría. A su regreso al hospital este hecho despierta el recelo de sus hermanos que están inmersos en la venta de la empresa familiar.
Ciertas contradicciones de su madre (Geraldine Chaplin) le hacen pensar que lo que cuenta su padre no son puras locuras e investigando descubre que en realidad son recuerdos confusos de la mente del padre. La fuente donde buscaban a Rancel no era tal, sino una librería llamada La fuente (actualmente un café) donde en el pasado se reunían exiliados españoles, y que además su padre tenía un piso cerca de allí desde hace cuarenta años. Cuando Víctor le pregunta a su madre por qué le ha mentido, Marie le dice que su padre perteneció a una célula comunista durante la dictadura franquista y que Rancel era el alias de Joaquín Navarro, el enlace de su padre, al que la policía franquista detuvo en un tren en el que también debía estar Max. También le dice que Rancel murió en la cárcel y que todos pensaron que lo había denunciado Max. Pero las explicaciones de su madre no le dejan satisfecho y continúa investigando. Entonces descubre que Rancel no murió en la cárcel, y que al salir se convirtió en novelista.
Viaja a Madrid en busca de Joaquín Navarro, pero no está en Madrid y se reúnen en París. Entonces Joaquín le cuenta la verdadera historia: además de camaradas de partido él y Max fueron amantes y la que lo denunció en realidad fue Marie, su madre, por celos. Pero después Max nunca fue a verle. Joaquín le dice a Víctor que aunque no le guarda rencor no quiere ver de nuevo a Max. Cuando Víctor regresa al hospital se entera de que su madre había interceptado una carta de su padre para Rancel, recrimina a su madre sus acciones y sobre todo no dejar morir a su padre en paz. Finalmente Max fallece y en el entierro Víctor le da la carta a Joaquín donde desea que las cosas hubieran sido diferentes, se despide de él y le pide perdón por su cobardía que les impidió vivir juntos.

## Reparto
- Leonardo Sbaraglia como Víctor
- Fernando Fernán Gómez como Max
- Geraldine Chaplin como Marie
- Ana Fernández como Carmen
- Adriana Ozores como Pilar
- Leticia Brédice como Eileen
- Roberto Álvarez como Luis
- Àlex Casanovas como Alberto
- Mónica Estarreado como Beatriz
- Alfredo Alcón como Rancel
- Natacha Kucic como Isabelle
- Jorge San José como Alejandro
- Lorena López como Lorena
- Alain Chipot como Pierre
- Eduardo Torroja como Recepcionista 2
- Gabriel Ignacio como Médico 1
- Ramata Koite como Enfermera 1
- Cecile Jambon como Conserje
- Carlos Cordente como Empleado Hotel
- José Luis Gil como Ignacio
- Antonio Hernández como Amigo de Rancel
- Charly Bravo como Portero
- Jean-Claude Guimard como Thierry
- Natalie Pinot como Enfermera 2
- Carolina Elmalen como Enfermera 3
- Jorge Casalduero como Camarero

## Localización de rodajes
La película se rodó en París y en distintos lugares de la Comunidad de Madrid. 

## Palmarés cinematográfico
XVII edición de los Premios Goya
| Categoría               | Persona                         | Resultado |
| ----------------------- | ------------------------------- | --------- |
| Mejor película          | Mejor película                  | Nominada  |
| Mejor director          | Antonio Hernández               | Nominado  |
| Mejor actriz de reparto | Geraldine Chaplin               | Ganadora  |
| Mejor guion original    | Antonio Hernández Enrique Brasó | Ganadores |
| Mejor música original   | Víctor Reyes                    | Nominado  |